# Bobrowniki (rejon werenowski)
Bobrowniki (biał. Баброўнікі; ros. Бобровники) – chutor na Białorusi, w obwodzie grodzieńskim, w rejonie werenowskim, w sielsowiecie Misiewicze.
Dawniej wieś. W dwudziestoleciu międzywojennym leżały w Polsce, w województwie nowogródzkim, w powiecie lidzkim, w gminie Zabłoć. Po II wojnie światowej w granicach Związku Sowieckiego. Od 1991 w niepodległej Białorusi.